# Camponotus aurosus
Camponotus aurosus är en myrart som beskrevs av Julius Roger 1863. Camponotus aurosus ingår i släktet hästmyror, och familjen myror. Inga underarter finns listade.

## Bildgalleri

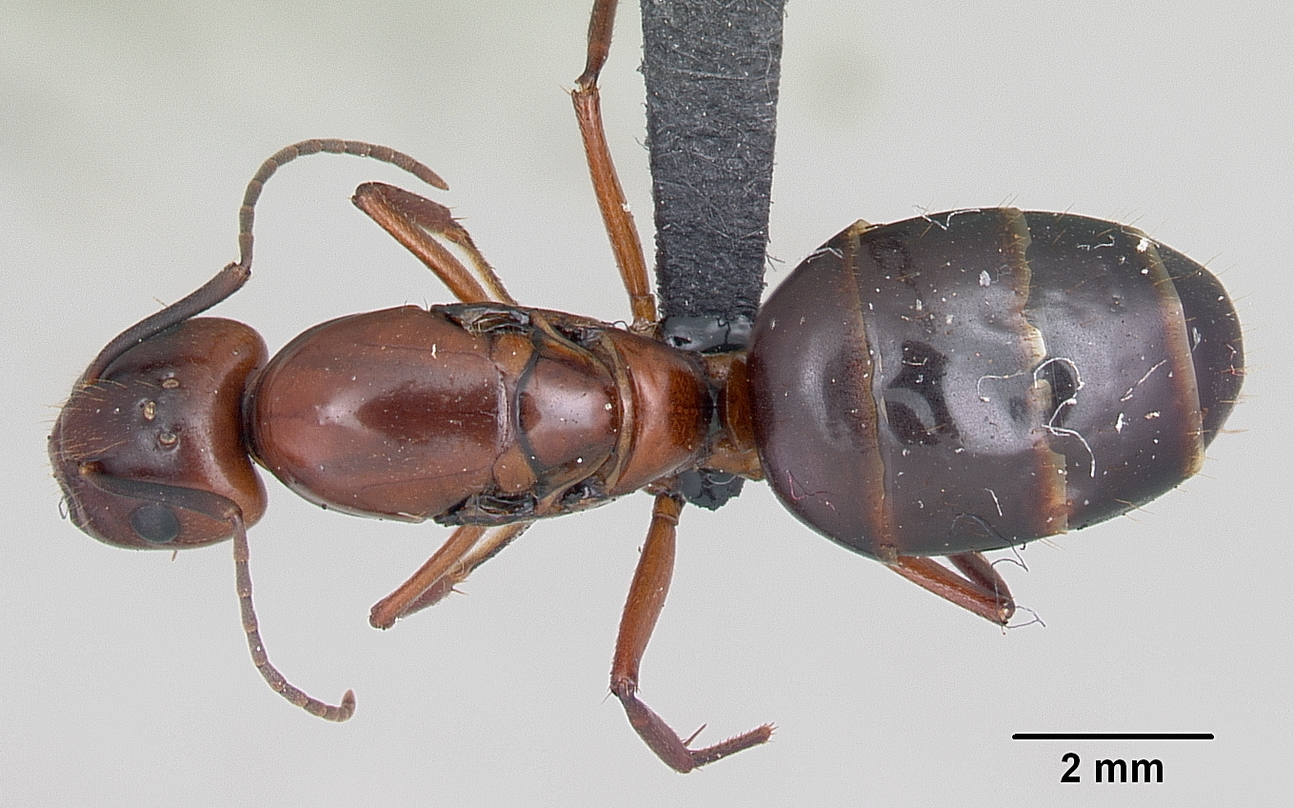
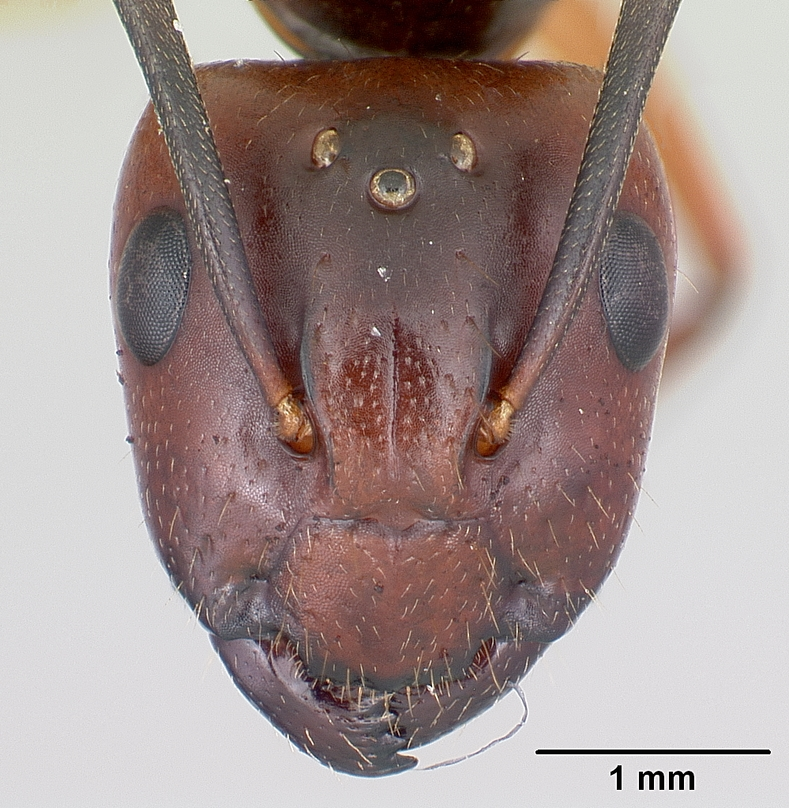
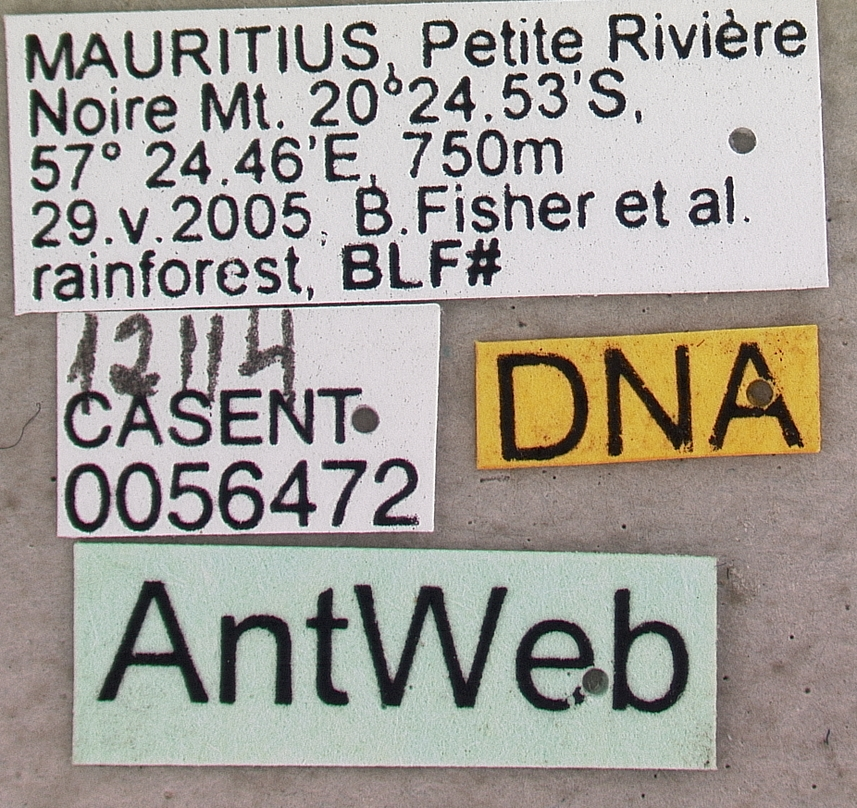
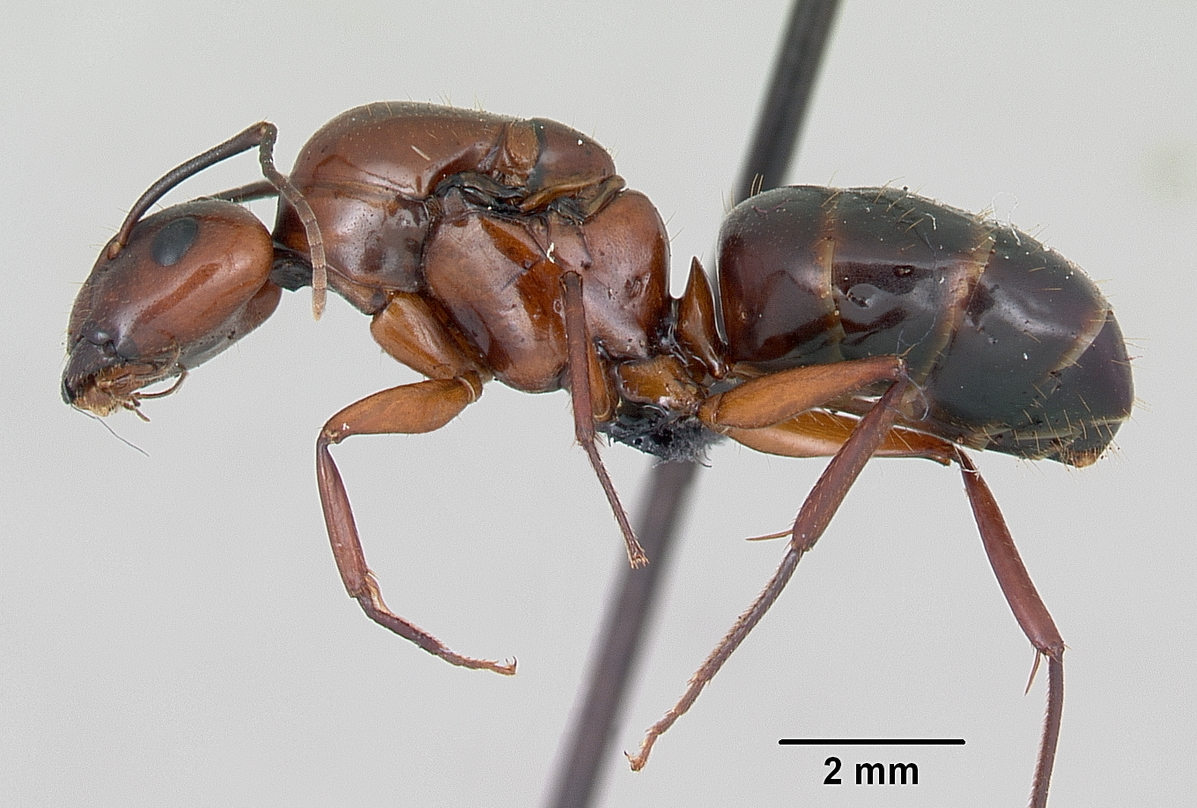
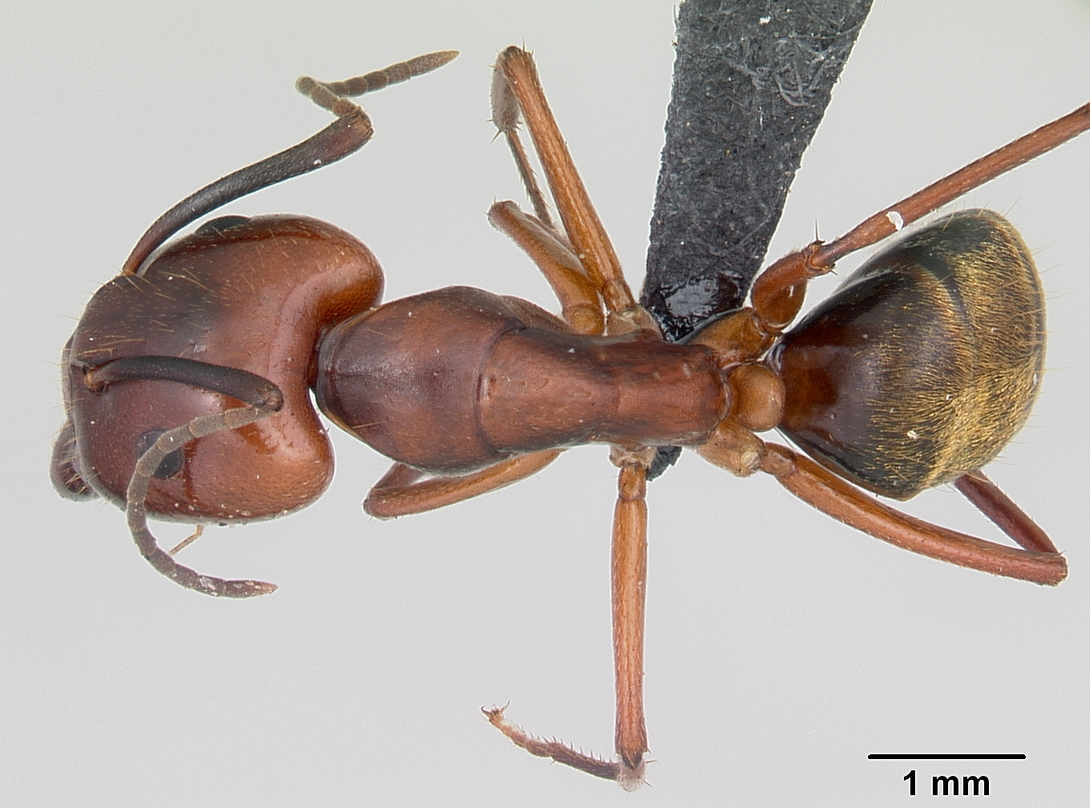
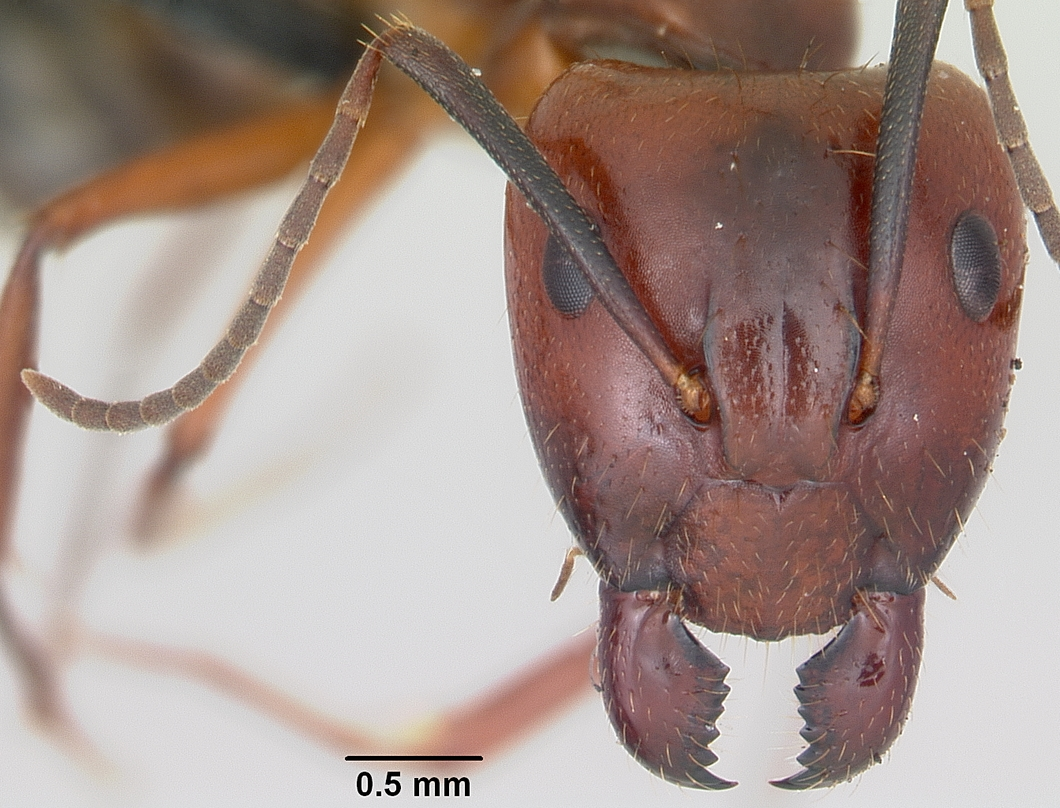